# 彼得·伯努瓦
彼得·莱昂纳德·利奥波德·伯努瓦（荷蘭語：Peter Leonard Leopold Benoit；1834年8月17日—1901年3月8日)，比利时弗拉芒作曲家。生于乡村风琴师家庭，早年入布鲁塞尔音乐学院学习，访问法国和德国后回国工作，后建立安特卫普音乐学院，致力于建立弗莱芒民族乐派。虽然其音乐语言并不太具有民族特色，但仍在比利时音乐史上占有很高地位。

## 外部連結
- 彼得·伯努瓦的樂譜，来自乌托邦计划
- 彼得·伯努瓦的免费乐谱，由国际乐谱典藏计划提供